# Saint-Antonin-de-Lacalm
Saint-Antonin-de-Lacalm è un comune francese di 256 abitanti situato nel dipartimento del Tarn nella regione dell'Occitania.

## Società

### Evoluzione demografica
Abitanti censiti